# Comuna Bohdanivka, Vasîlkivka
Bohdanivka (în ucraineană Богданівка) este o comună în raionul Vasîlkivka, regiunea Dnipropetrovsk, Ucraina, formată din satele Bohdanivka (reședința), Katerînivka, Kolono-Mîkolaiivka, Novovasîlkivka și Petrivske.

## Demografie
Componența lingvistică a satului Bohdanivka
     Ucraineană (94,22%)
     Rusă (4,27%)
     Alte limbi (0,62%)
Conform recensământului din 2001, majoritatea populației satului Bohdanivka era vorbitoare de ucraineană (94,22%), existând în minoritate și vorbitori de rusă (4,27%).